# 日本知的財産協会
日本知的財産協会（にほんちてきざいさんきょうかい、英: Japan Intellectual Property Association, JIPA）は、知的財産に関する調査・研究・政策提言等を行う一般社団法人である。

## 概要
「知的財産に関する諸制度の適正な活用および改善を図り、もって会員の経営に資するとともに、健全なる技術の進歩および日本の産業の発展に寄与すること」を目的としている。
世界知的所有権機関が主宰する環境技術の発展・普及のための取り組みである「WIPO GREEN」にパートナーとして参画している。
機関誌として『知財管理』を発行し、知的財産に関する専門的論文や、企業における最新の知的財産活動に関する記事を掲載している。

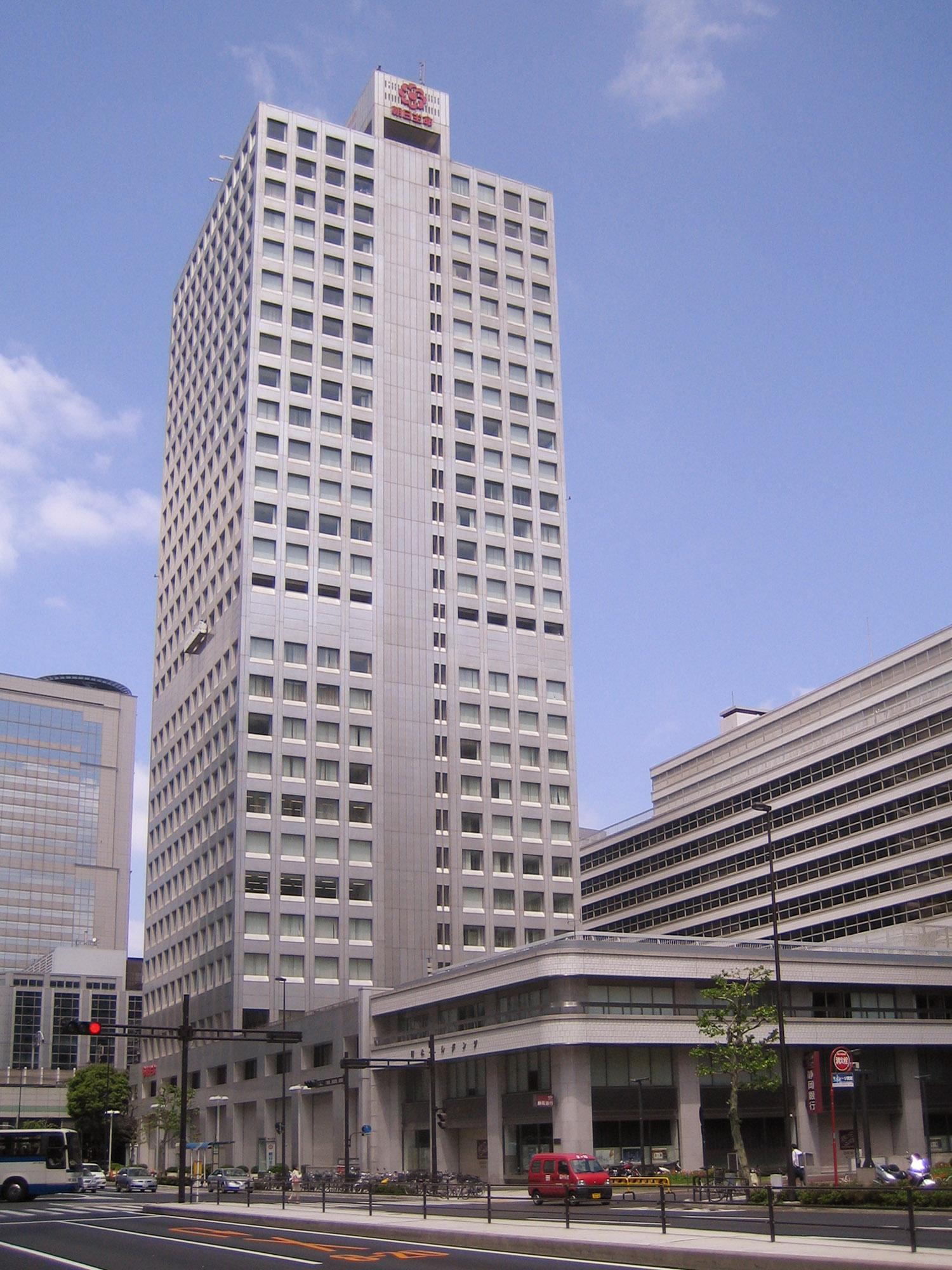
日本知的財産協会が入居する朝日生命大手町ビル

## 沿革
- 1938年 設立、「重陽会」と命名
- 1956年「事業者工業所有権協会」に改称
- 1959年「日本特許協会」に改称
- 1994年「日本知的財産協会」に改称
- 2014年 一般社団法人化